# (4996) Veisberg
(4996) Veisberg es un asteroide perteneciente al cinturón de asteroides, descubierto el 11 de agosto de 1986 por Liudmila Karachkina desde el Observatorio Astrofísico de Crimea (República de Crimea).

## Designación y nombre
Designado provisionalmente como 1986 PX5. Fue nombrado Veisberg en honor al pintor ruso Vladimir Grigor'evich Veisberg.

## Características orbitales
Veisberg está situado a una distancia media del Sol de 2,547 ua, pudiendo alejarse hasta 3,161 ua y acercarse hasta 1,932 ua. Su excentricidad es 0,241 y la inclinación orbital 5,094 grados. Emplea 1484 días en completar una órbita alrededor del Sol.

## Características físicas
La magnitud absoluta de Veisberg es 13,3. Tiene 5,735 km de diámetro y su albedo se estima en 0,282.